# Sabir (Jemen)
Sabir ist ein bronzezeitlicher, vorgeschichtlicher Fundort im heutigen Jemen, ca. 25 km nördlich von Aden, nahe der Stadt Lahj. Der Ort wird mit Unterbrechungen seit 1943 erforscht. Seit 1994 gibt es dort deutsche Ausgrabungen. Es ist der namensgebende Fundort der Sabir-Kultur.
Die Besiedlung des Ortes datiert von etwa 1400 bis 800 v. Chr. Der Ort ist mit ca. 1 × 2 km relativ groß. Im Zentrum der Stadt konnten verschiedene Lehmziegelbauten ergraben werden, die teilweise einen inneren Hof hatten. Wohnbauten am Rande der Siedlung waren rund und aus organischen Materialien erbaut. Von diesen waren meist nur noch Pfostenlöcher erhalten. Es fanden sich Stadtquartiere mit Töpfereien, Metallverarbeitung und Perlenherstellung. 
Im Stadtzentrum fand sich ein 55 × 75 m großer Gebäudekomplex mit verschiedenen Höfen und Gebäuden, die Säulenhallen besaßen. Eines der Bauten war vielleicht ein Tempel, in dessen Vorratsräumen sich 150 Gefäße fanden. 
Der Fund dieser Stadt belegt schon für die zweite Hälfte des zweiten vorchristlichen Jahrtausends ein hohes Kulturniveau in Südarabien mit einer starken sozialen Differenzierung. Es wurden menschliche und tierische Figuren aus Ton produziert, es gab neben Stein- auch Kupferwerkzeuge und eine bedeutende Keramikproduktion.